# European Glass Experience

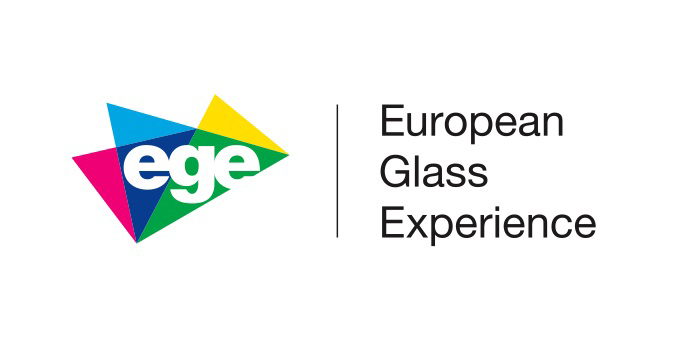
Logo dellEuropean Glass Experience

EGE - European Glass Experience è un progetto di celebrazione internazionale sull'arte del vetro contemporanea. Coordinato dal Comune di Venezia in collaborazione con il Consorzio Promovetro Murano ed il Museo del Vetro di Murano..

## Il Progetto
Il Progetto Ege è stato ufficialmente avviato l'11 settembre 2013 a Venezia con una conferenza a Ca' Farsetti, sede del Municipio di Venezia. L'obiettivo è valorizzare l'arte del vetro a livello europeo e promuovere le opere di giovani artisti locali ed internazionali. Nasce con lo scopo di rafforzare la produzione vetraria e migliorare il patrimonio artistico legato alla lavorazione del vetro internazionale. L'iniziativa coinvolge il Museo Finlandese del Vetro di Riihimäki e la Fondazione Nazionale del Vetro di Segovia in Spagna. Con il ruolo di partner associati, lo Smålands Museum in Svezia, il Museo delle Vetrate di Cracovia in Polonia, e l'International Festival of Glass in Gran Bretagna.
Il Progetto EGE ha ottenuto fondi dal Programma Cultura 2007-2013, e grazie ad esso Murano e Venezia, sono state poste al centro dell'attuale produzione vetraria artistica europea, favorendo il rilancio di questo settore produttivo, con il coinvolgimento di giovani talenti.
EGE si propone di collegare le pratiche, in questo caso, legate all'arte contemporanea e promuovere il ruolo dell'artigianato del vetro come patrimonio culturale da salvaguardare. Il progetto ha durata di un anno, prevede la realizzazione di un'esposizione che avrà luogo nei tre musei del vetro che vi partecipano. Sono previste due sezioni: la prima di 40 opere inedite, ma già realizzate, la seconda di 20 opere scelte tra un totale di 80 bozzetti e realizzate dai maestri vetrai di Murano.

## La mostra
La mostra, curata da Uta Laurén, ha avuto inizio presso il Museo finlandese Glass, a Riihimäki in Finlandia, a marzo 2014. Successivamente è proseguita alla Fundación Centro Nacional del Vidrio, in Spagna, sotto la direzione di Paloma Pastor. Una terza mostra si è svolta presso il Museo del Vetro di Marinha Grande in Portogallo, mentre l'ultima tappa si è tenuta al Museo del Vetro a Murano, con la direzione di Chiara Squarcina dal 17 aprile al 7 giugno 2015. Sono previste collaborazioni con sedi aggiuntive, tra cui il Muzeum Witrazu, Stained Glass Museum, a Cracovia in Polonia, il Festival Internazionale del Vetro di Stourbridge in Inghilterra, La fabbrica di vetro in Boda Glasbruk, Svezia. Vi sono possibilità che coinvolga il Nord America e l'Asia.
Per la riuscita di questa iniziativa sono stati selezionati quasi ottanta progetti e bozzetti dalla giuria di direttori di musei, curatori ed esperti di vetro, scoprendo una crescente generazione di giovani artisti del vetro provenienti da scuole di pensiero e culture differenti. I maestri artigiani di Murano, in collaborazione con Promovetro, hanno realizzato in vetro la selezione dei migliori bozzetti. Le opere selezionate sono state una risorsa per la pratica artistica europea attuale e un'identificazione del mondo antico e complesso del vetro con quello contemporaneo.